# Provincia del Punjab (India britannica)
La Provincia del Punjab (in inglese Punjab Province) era una agenzia dell'India britannica. Gran parte della regione del Punjab venne annessa dalla Compagnia britannica delle Indie orientali nel 1849 ed era una delle più grandi regioni del subcontinente indiano sotto l'amministrazione inglese. Nel 1858, il Punjab, assieme al resto dell'India britannica, passò sotto il diretto controllo della Corona britannica. La provincia comprendeva cinque divisioni amministrative: Delhi, Jullundur, Lahore, Multan e Rawalpindi, oltre ad un certo numero di stati principeschi. Nel 1947, con la spartizione dell'India, la provincia venne divisa in Punjab orientale e Punjab occidentale, rispettivamente divenute parte dell'Unione indiana e del Dominion del Pakistan.

## Etimologia
La regione era originariamente chiamata Sapta Sindhu, la terra vedica dei sette fiumi che scorrevano verso l'oceano. Il nome della regione in sanscrito, come menzionato nel Rāmāyaṇa e nel Mahābhārata, era Panchanada che significa non a caso "terra dei cinque fiumi", tradotto poi in persiano come Punjab dopo la conquista musulmana dell'area. Il nome Punjab è un insieme di due parole persiane Panj (cinque) e ab (fiume) e venne introdotta nella regione dai conquistatori turco-persiani dell'India e poi resa popolare nell'impero moghul. Punjab significa letteralmente "Terra dei cinque fiumi" e questi sono: Jhelum, Chenab, Ravi, Sutlej e Beas. Tutti i fiumi sono tributari del fiume Indo, col Chenab in ordine di grandezza.

## Geografia
Geograficamente, la provincia aveva una forma triangolare per la confluenza dei fiumi tributari dell'Indo su un lato, mentre la parte a nord era circondata dalla catena dell'Himalaya. Ad ovest la provincia era separata dalla provincia della frontiera nord-occidentale dall'Indo sino al distretto di Dera Ghazi Khan, che era diviso dal Belucistan dalla catena del Sulaiman. A sud si trovavano il Sindh ed il Rajputana, mentre ad est si trovavano i fiumi Jumna e Tons che la separavano dalle Province Unite. In totale il Punjab aveva un'area di circa 357.000 km² (corrispondente più o meno all'attuale Germania), il che la rendeva una delle più vaste province del British Raj.
Essa è attualmente compresa negli stati indiani del Punjab, dell'Haryana, del Chandigarh, di Delhi e del Himachal Pradesh e nelle regioni pakistane del Punjab, di Islamabad e del Khyber Pakhtunkhwa.

## Storia

### Il governo della Compagnia britannica delle Indie orientali
Il 21 febbraio 1849, la Compagnia britannica delle Indie orientali sconfisse decisamente l'impero sikh con la battaglia di Gujrat portando alla fine della seconda guerra anglo-sikh. Con la vittoria successiva, la compagnia britannica delle Indie orientali annetté il Punjab il 2 aprile 1849 e lo incorporò nell'India britannica. La provincia era nominalmente sotto il controllo della presidenza del Bengala che la amministrava in maniera indipendente. Lord Dalhousie costituì la Board of Administration introducendo nell'amministrazione locali ufficiali britannici civili di provata esperienza. La Board era guidata da Sir Henry Lawrence, che già in precedenza aveva lavorato come residente britannico a Lahore assieme al fratello minore John Lawrence ed a Charles Grenville Mansel. Oltre al Board, vi era un gruppo di ufficiali noti collettivamente col nome di Henry Lawrence's "Young Men" che assistevano l'amministrazione della nuova provincia. La Board venne abolita da Lord Dalhousie nel 1853; Sir Henry venne assegnato all'agenzia del Rajputana e suo fratello John gli succedette come primo commissario capo.
Riconoscendo la diversità culturale del Punjab, il governo britannico mantenne una stretta politica di non interferenza nelle questioni religiose e culturali dell'area. Gli aristocratici sikh mantennero la loro posizione ordinaria nella società.

### IlBritish Raj
Nel 1858, secondo il Queen's Proclamation emesso dalla regina Vittoria, il Punjab, assieme al resto dell'India britannica, passò sotto il diretto controllo della Corona inglese. Delhi venne trasferita dalle province nord-occidentali al Punjab nel 1859. Il governo coloniale britannico prese tale decisione per punire la città per il ruolo collaborazionista avuto nei confronti dell'ultimo imperatore moghul, Bahadur Shah II, in occasione dei moti del 1857.
Sir John Lawrence, allora commissario capo, venne nominato primo luogotenente governatore del Punjab dal 1 gennaio 1859, ricoprendo le dirette funzioni amministrative del governo tramite un segretariato composto da un segretario capo, un segretario e due sottosegretari. Il territorio della provincia era composto da 29 distretti, raggruppati in 5 divisioni, e 43 stati principeschi. Ciascun distretto era sottoposto al governo di un vice-commissario, che riferiva al commissario di divisione. Ciascun distretto era diviso in un numero variabile da tre a sette tehsil, ciascuno sotto un tahsildar, assistito da un naib (vice) tahsildar.
Nel 1885 l'amministrazione del Punjab diede inizio al piano ambizioso di trasformare più di sei milioni di acri di terreno in colto nella parte centrale ed occidentale nella regione in terre agricole coltivabili. La creazione delle colonie del canale venne predisposta appositamente per evitare la pressione demografica nelle parti centrali della provincia, aumentare la produttività della terra e creare un gruppo di lealisti tra i proprietari terrieri locali. La colonizzazione portò ad una vera rivoluzione agricola nella provincia, ad una rapida crescita industriale ed al re-insediamento di più di un milione di punjabis nelle nuove aree. Diversi furono i villaggi fondati per accogliere lo sviluppo della nuova colonia come Lyallpur, Sargodha e Montgomery. La colonizzazione portò all'aumento dell'area irrigata nel Punjab incrementando fra tre a quattordici milioni di acri le aree agricole dal 1885 al 1947.
L'inizio del XX secolo continuò a vedere la crescita incessante del Punjab. Le condizioni della colonia di Chenab, assieme alle riforme delle terre come il Punjab Land Alienation Act, 1900 ed il Colonisation Bill, 1906, contribuirono alla resistenza nel Punjab nel 1907. Questa protesta era differente da ogni altra protesta precedente per la partecipazione di una gran parte della popolazione rurale della provincia. Vennero organizzate delle dimostrazioni di massa, capeggiate da Lala Lajpat Rai, leader della setta indù Arya Samaj. La rivolta portò al ritiro del Colonisation Bill ed alla fine delle politiche paternalistiche delle colonie.
Durante la prima guerra mondiale, gli uomini del Punjab contribuirono fortemente alle schiere dell'Indian Army. Dei 683.149 uomini impiegati, 349.688 provenivano dalla provincia. Nel 1918, un'influenza epidemica scoppiò nella provincia, portando alla morte di 962.937 persone, il 4.77% della popolazione stimata localmente. Nel mazo del 1919 il Rowlatt Act venne approvato per attivare delle misure di emergenza per detenzione in risposta alle minacce terroristiche delle organizzazioni nazionaliste rivoluzionarie locali. Questo portò al tristemente noto massacro di Jallianwala Bagh nell'aprile del 1919 quando il colonnello inglese Reginald Dyer ordinò alle sue truppe di sparare contro 10.000 protestanti disarmati ed ai pellegrini baisakhi.

### Riforme amministrative
Le riforme Montagu-Chelmsford messe in atto dal Government of India Act 1919 espansero il consiglio legislativo del Punjab ed introdussero il principio della diarchia secondo il quale alcune responsabilità di governo come la gestione dell'agricoltura, della salute pubblica, dell'educazione ed il governo locale venivano trasferiti a ministri eletti. Il primo consiglio legislativo del Punjab venne costituito nel 1921, composto da 93 membri di cui il 17% era eletto mentre il restante veniva nominato dal governo centrale. Alcuni dei primi ministri di questo periodo furono Sir Sheikh Abdul Qadir, Sir Shahab-ud-Din Virk e Lala Hari Kishen Lal.
Il Government of India Act 1935 introdusse il concetto di autonomia provinciale nel Punjab rimpiazzando il sistema della diarchia. Questo concesse la formazione di un'assemblea legislativa nel Punjab composta da 175 membri presieduti da uno speaker come responsabile dell'assemblea. L'Unionist Party sotto la guida Sir Sikandar Hayat Khan costituì il governo nel 1937. Sir Sikandar venne succeduto da Malik Khizar Hayat Tiwana nel 1942 che rimase premier sino alla spartizione dell'India nel 1947. Sebbene la durata in carica dell'assemblea fosse di cinque anni, questa continuò per otto anni sino al 19 marzo 1945.

### La spartizione dell'India
La lotta per l'indipendenza indiana fu un insieme di interessi spesso in conflitto anche nel Punjab. Le élite terriere musulmane, indù e sikh avevano lealmente collaborato con gli inglesi sin dall'annessione, supportando l'Unionist Party e dimostrandosi ostili al Congress Party, favorevole all'indipendenza. Tra i contadini e la borghesia, gli indù erano tra i più attivi sostenitori del Congress Party, mentre i sikh preferirono supportare l'Akali movement ed i musulmani la Muslim League.
Con l'ottenimento dell'indipendenza indiana, venne decisa anche la spartizione del subcontinente indiano con incontri speciali che si tennero tra la parte orientale e la parte occidentale del paese. Dopo le votazioni, ci si accordò per ripartire l'area del Punjab in due parti: il Punjab occidentale ed il Punjab orientale.

## Demografia
Il primo censimento inglese nel Punjab venne eseguito nel 1855. Questo ad ogni modo si dedicò esclusivamente a registrare i dati del territorio sottoposto alla sovranità inglese, escludendo quindi i principati locali, registrando però già una popolazione di 17.600.000 . Al censimento del 1881, la popolazione era di 20.800.000 abitanti. L'ultimo censimento inglese del 1941, registrò una popolazione di 34.300.000 persone nel Punjab.
Nel 1881, solo le città di Amritsar e Lahore avevano una popolazione di più di 100.000 abitanti. La città commerciale e industriale di Amritsar (152.000 abitanti) era di poco più grande della capitale culturale di Lahore (149.000). Negli anni '40 del Novecento erano ormai sette le città con una popolazione sopra i 100.000 abitanti: Rawalpindi, Multan, Sialkot, Jullundur e Ludhiana.
Il periodo coloniale vide una migrazione su vasta scala nel Punjab per la creazione delle colonie del canale nella parte occidentale del Punjab. La maggioranza dei coloni provenivano dai sette distretti più popolosi dell'area: Amritsar, Gurdaspur, Jullundur, Hoshiarpur, Ludhiana, Ambala e Sialkot, ed erano prevalentemente di etnia Jats, Arain, Saini, Kamboj e Rajput. La presenza di contadini specializzati nella parte orientale e centrale del Punjab portò ben presto la provincia a divenire una delle più progredite nei metodi di coltivazione di tutta l'India. Nel contempo però molti abitanti del Punjab emigrarono in altre regioni dell'Impero britannico. Le principali destinazioni erano l'Africa orientale (Kenya, Uganda e Tanzania) l'Asia sudorientale (Malaya e Burma, Hong Kong) e il Canada.

### Religione
Il Punjab aveva una religione eclettica che comprendeva musulmani, indù, sikh e cristiani. Nel 1881 i due principali gruppi religiosi erano i musulmani (47.6%) e gli indù (43.8%). Dal 1941, la composizione religiosa della popolazione si era evoluta con i musulmani a costituire l'assoluta maggioranza con il 53.2% della popolazione, mentre gli indù erano scesi a 29.1%. La diminuzione della popolazione di fede indù venne attribuito alla conversione di molti degli appartenenti alle classi meno abbienti all'islam, al sikhismo ed al cristianesimo. Il periodo compreso tra il 1881 ed il 1941 vide un significativo incremento della popolazione sikh e cristiana, dall'8.2% e 0.1% al 14.9% e 1.9% rispettivamente.
| Gruppi religiosi       | Popolazione % 1881 | Popolazione % 1891 | Popolazione % 1901 | Popolazione % 1911 | Popolazione % 1921 | Popolazione % 1931 | Popolazione % 1941 |
| ---------------------- | ------------------ | ------------------ | ------------------ | ------------------ | ------------------ | ------------------ | ------------------ |
| Islam                  | 47.6%              | 47.8%              | 49.6%              | 51.1%              | 51.1%              | 52.4%              | 53.2%              |
| Induismo               | 43.8%              | 43.6%              | 41.3%              | 35.8%              | 35.1%              | 30.2%              | 29.1%              |
| Sikhismo               | 8.2%               | 8.2%               | 8.6%               | 12.1%              | 12.4%              | 14.3%              | 14.9%              |
| Cristianesimo          | 0.1%               | 0.2%               | 0.3%               | 0.8%               | 1.3%               | 1.5%               | 1.5%               |
| Altre religioni / Atei | 0.3%               | 0.2%               | 0.2%               | 0.2%               | 0.1%               | 1.6%               | 1.3%               |

## Divisioni amministrative
| Divisione                             | Distretti del territorio britannico / stati principeschi |
| ------------------------------------- | --- |
| Divisione di Delhi                    | Ambala \| Delhi \| Gurgaon \| Hissar \| Karnal \| Rohtak \| Shimla |
| Divisione di Jullundur                | Ferozepore \| Hoshiarpur \| Jullundur \| Kangra \| Ludhiana |
| Divisione di Lahore                   | Amritsar \| Gujranwala \|Gujrat\|Gurdaspur \|Lahore \|Lyallpur \|Montgomery \|Sheikhupura \|Sialkot |
| Divisione di Rawalpindi               | Attock\| \|Jhelum \| Rawalpindi \| Shahpur |
| Divisione di Multan                   | Dera Ghazi Khan\| Jhang\|Mianwali \| Multan \| Muzaffargarh |
| Area totale del territorio britannico | 251.770 km2 |
| Stati nativi                          | Patiala \| Jind \| Nabha \| Bahawalpur \| Sirmur \| Loharu \| Dujana \| Pataudi \| Kalsia \| Stati delle colline di Simla \| Kapurthala \| Mandi \| Malerkotla \| Suket \| Faridkot \| Siba \| Chamba \| Kahlur (Bilaspur) |
| Area totale degli stati nativi        | 94.617 km2 |
| Area totale del Punjab                | 346.387 km2 |

## Agricoltura
Nel giro di pochi anni dalla sua annessione, il Punjab divenne una provincia modello per il settore agricolo tra quelle della giurisdizione inglese. Dagli anni '60 dell'Ottocento in poi, i prezzi agricoli ed il valore delle terre aumentarono notevolmente nel Punjab. Questo spinse la politica interna a migliorare le infrastrutture e le comunicazioni per favorire il commercio ed i produttori. Nuove colture come grano, tabacco, canna da zucchero e cotone vennero introdotti nella provincia. Dagli anni '20 del Novecento il Punjab produceva 1/10 del cotone totale prodotto nell'intera India e 1/3 del grano. L'aumento della produzione di beni agricoli tra il 1891 ed il 1921 aumento del 45%, in pieno contrasto con le crisi agricole del Bengala, del Bihar e di Orissa nel medesimo periodo.
Gli inglesi aprirono quindi un college specializzato in agricoltura, quella che oggi è nota come Università dell'Agricoltura di Faisalabad. Il rapido crescere dell'agricoltura, combinato col maggior accesso ai crediti da parte dei proprietari terrieri, portò al crescere degli indebitamenti. Quando i proprietari non erano in grado di onorare i loro prestiti, spesso ricorrevano allo scambio della terra con presta soldi che spesso si trovavano in città. Questo portò ad una situazione nella quale i proprietari di terra erano spesso lontani dai villaggi dove i terreni agricoli fisicamente si trovavano. Il governo coloniale vide in questo una potenziale minaccia alla stabilità della provincia e subito si aprì un netto contrasto tra paternalisti che erano a favore di un intervento dello stato per risolvere la questione e quanti si opponevano a tale schema, ritenendo che si trattasse solamente di affari privati su cui lo stato non aveva il diritto di creare ingerenze. I paternalisti ad ogni modo ebbero la meglio nel confronto e venne varato il Punjab Land Alienation Act, 1900 che proibì alle caste urbane commerciali (prevalentemente indù) di acquisire terre dalle tribù agricole della provincia, in gran parte musulmani e sikh. Così facendo il governo inglese si assicurò che la lobby agricola rimanesse legata al governo centrale, evitando prese di posizione in difesa dei privilegi specifici. Questa posizione venne appoggiata dall'Unionist Party, ma venne rigettata dal Congress Party che vi vedeva un tentativo di emarginare gli abitanti del Punjab in nome di una politica nazionale che non voleva vedere ridotta l'influenza dei coloni. La predominanza politica dell'Unionist Party ad ogni modo riuscì a permanere sino all'indipendenza indiana, momento in cui, al distacco dell'Inghilterra, scoppiarono delle violente rivolte nel Punjab.

## Esercito
Nel periodo immediatamente successivo all'annessione, l'Esercito sikh Khalsa venne sciolto ed ai suoi soldati venne chiesta la resa e la deposizione delle armi. L'esercito del Bengala, ad ogni modo, utilizzò volentieri molti ex-khalsa reclutati nel Punjab per la fanteria del Bengala d'istanza nella provincia. Ad ogni modo l'opposizione al reclutamento di questi soldati portò a del risentimento tra i sepoy dell'esercito del Bengala che non desideravano che dei punjabi entrassero a far parte dei loro ranghi. Nel 1851, venne costituita quindi la Punjab Irregular Force, noti anche come Piffars. Inizialmente erano composti da una guarnigione e da quattro batterie a cavallo, quattro reggimenti di cavalleria, undici di fanteria e un corpo di guide, per un totale di 13.000 uomini. I cannonieri e la fanteria erano perlopiù punjabi, mentre la cavalleria contava molti elementi dell'Industan.
Durante i moti indiani del 1857, diciotto nuovi reggimenti vennero formati nel Punjab che rimase leale alla Compagnia britannica delle Indie orientali anche durante la crisi nel Punjab e nelle Province Unite. Dal giugno del 1858, degli 80.000 uomini nativi dell'esercito del Bengala, 75.000 provenivano dal Punjab, dei quali 23.000 erano sikh. Dopo la ribellione, in ambito di riorganizzazione, le reclute del British Indian Army vennero ristrette a quelle sole province o persone che avevano dato prova di lealtà. I sikh del Punjab erano particolarmente favoriti in questo anche dalla loro naturale predisposizione e fama in campo bellico. Nel mezzo del "Grande gioco", temendo un'invasione russa dell'India britannica, il Punjab divenne un punto chiave come provincia di frontiera. Al 1875, un terzo delle reclute di tutto l'esercito indiano proveniva dal Punjab.
Nel 1914, 3/5 dell'esercito indiano proveniva dal Punjab, malgrado la regione costituisse solo 1/10 della popolazione totale dell'India britannica. Nel corso della prima guerra mondiale, i sikh del Punjab componevano da soli 1/4 del personale armato dell'India. Il personale militare del Punjab venne impiegato su tutto l'Impero britannico, dalla Malaysia al Mediterraneo sino in Africa. Allo scoppio della seconda guerra mondiale, il 48% dell'esercito indiano proveniva da questa provincia. A Jhelum, Rawalpindi e Attock, il 15% della popolazione maschile era coscritta nelle file dell'esercito. Il Punjab continuò ad essere il principale fornitore di truppe durante tutto il conflitto, contribuendo al 36% delle truppe indiane che prestarono servizio nel conflitto.
Ovviamente tutta questa predisposizione portava a dei costi da parte della provincia. Nel 1935, ad esempio, si fece il calcolo secondo il quale le rendite dei 2/3 di tutte le terre agricole della provincia sarebbero serviti per pagare gli stipendi dei militari provenienti dal Punjab. Il servizio militare, del resto, garantiva una paga fissa e quindi era un contrasto naturale contro gli indebitamenti di cui l'area soffriva per motivi agricoli.

## Educazione
Nel 1854 venne istituito il dipartimento all'educazione del Punjab con una politica di strutture educative fornite direttamente dallo stato. Le istituzioni private avrebbero ricevuto sussidi statali solo mettendo a disposizione i loro spazi per l'istruzione statale. Questo creò prevalentemente scuole di stampo europeo, con ben poche iniziative da parte della tradizione locale.
Nei primi anni '60 dell'Ottocento, vennero fondati diversi colleges tra cui il Lawrence College di Murree, la King Edward Medical University, il Government College di Lahore, il
Glancy Medical College ed il Forman Christian College. Nel 1882, Gottlieb Wilhelm Leitner pubblicò un rapporto sullo status dell'educazione nel Punjab: egli lamentò il fallimento della gestione scolastica locale da parte dello stato ed il rapporto con le scuole indigene, notando un progressivo declino nel numero di scuole nella provincia dalla sua annessione. Egli notò in particolare come i musulmani del Punjab evitassero di frequentare scuole governative per la mancanza di materie religiose. Leitner auspicò quindi la fusione tra i benefici della scuola di stampo orientale e le istituzioni governative. Nel gennaio del 1865 fondò la Anjuman-i-Punjab, una sottoscrizione pubblica che aiutasse a riprendere le antiche tradizioni locali come ad esempio lo studio delle lingue tradizionali (arabo, persiano e sanscrito). Nel 1884 avvenne la riorganizzazione del sistema scolastico del Punjab, introducendo misure tendenti alla decentralizzazione del controllo sull'educazione e la promozione di un'agenzia di educazione indigena. Di conseguenza sorsero numerose altre istituzioni scolastiche nella provincia. L'Arya Samaj aprì un college a Lahore nel 1886, i sikh aprirono il Khalsa College mentre l'Anjuman-i-Himayat-i-Islam si pose l'obbiettivo di riorganizzare l'educazione di stampo musulmano. Nel 1886 il college principale del Punjab divenne l'Aitchison College, prevalentemente dedicato alle classi più elevate della provincia.

## Governo

### La prima amministrazione
Nel 1849, venne preparata una Board of Administration per governare la provincia da poco annessa. La tavola di discussione era guidata da un presidente e da due assistenti. Nel 1853, la Board of Administration venne abolita e le autorità vennero poste in capo ad un Commissario Capo. Il Government of India Act 1858 portò ad un'ulteriore ristrutturazione del governo locale ed all'istituzione della figura del luogotenente governatore come capo della provincia.
Sebbene il The Indian Councils Act, 1861 gettò le basi per quella che nel 1897 divenne la prima legislatura costituita del Punjab. Essa era composta da un corpo di ufficiali nominati presieduti da un luogotenente governatore. Il primo consiglio si tenne undici anni dopo, nel 1909. Le riforme Morley-Minto  portò alla presenza dei primi membri eletti.

### Il Consiglio Legislativo del Punjab e l'Assemblea
Il Government of India Act, 1919, introdusse il sistema della diarchia nell'India britannica e portò all'implemento del primo Consiglio Legislativo del Punjab nel 1921. Nel contempo l'incarico di luogotenente governatore venne rimpiazzato da un governatore. Il Consiglio iniziale aveva 93 membri, di cui il 70% era eletto, mentre il restante era nominato dal governatore. Venne inoltre prescelto un presidente del consiglio per presiedere alle adunate. Dal 1921 al 1936, vi furono quattro mandati di consiglio.
| Consiglio    | Inaugurato     | Dissolto        | Presidente/i                                             |
| ------------ | -------------- | --------------- | -------------------------------------------------------- |
| 1° consiglio | 8 gennaio 1921 | 27 ottobre 1923 | Sir Montagu Butler e Herbert Casson                      |
| 2° consiglio | 2 gennaio 1924 | 27 ottobre 1926 | Herbert Casson, Sir Abdul Qadir e Sir Shahab-ud-Din Virk |
| 3° consiglio | 3 Jan 1927     | 26 Jul 1930     | Sir Shahab-ud-Din Virk                                   |
| 4° consiglio | 24 Oct 1930    | 10 Nov 1936     | Sir Shahab-ud-Din Virk e Sir Chhotu Ram                  |

Nel 1935, il Government of India Act, 1935 rimpiazzò la diarchia con una maggiore autonomia provinciale. Esso introdusse delle elezioni dirette e permise agli indiani di prendere direttamente parte alla formazione dei governi. Il Consiglio Legislativo del Punjab venne rimpiazzato dall'Assemblea Legislativa del Punjab, ed il ruolo del presidente del consiglio con quello di uno speaker. I membri dell'assemblea vennero fissati in numero di 175, per la durata di cinque anni.

### Le prime elezioni dell'Assemblea
Le prime elezioni si tennero nel 1937 e vennero vinte dal partito conservatore dell'Unionist Party. Al suo leader, Sir Sikandar Hayat Khan, il governatore Sir Herbert Emerson chiese di formare un nuovo governo, scegliendo un gabinetto composto da tre musulmani, due indù e un sikh. Sir Sikandar morì nel 1942 e venne succeduto come primo ministro da Khizar Hayat Khan Tiwana.
| Posizione                    | Nome                      |
| ---------------------------- | ------------------------- |
| Premier                      | Sir Sikandar Hayat Khan   |
| Ministro delle rendite       | Sir Sundar Singh Majithia |
| Ministro dello sviluppo      | Sir Chhotu Ram            |
| Ministro delle finanze       | Manohar Lal               |
| Ministro dei lavori pubblici | Khizar Hayat Khan Tiwana  |
| Ministro dell'educazione     | Mian Abdul Haye           |

### Le seconde elezioni dell'Assemblea
Le elezioni successive si tennero nel 1946. La Muslim League vinse la maggior parte dei seggi (73 su 175). Ad ogni modo venne creata una coalizione composta da membri dell'Unionist Party, dell'Congress Party e dell'Akali Party che fu in grado di garantire una maggioranza più stabile. La Muslim League inaugurò così una campagna di disobbedienza civile che perdurà per sei settimane e che portò infine alle dimissioni di Sir Khizar Tiwana ed al crollo del governo di coalizione il 2 marzo 1947. La Muslim League ad ogni modo non fu in grado di attrarre a sé il supporto delle minoranze per formare un governo di coalizione. In questo stallo di governo, il governatore Sir Evan Jenkins assunse il controllo dello stato e rimase in carica sino all'indipendenza dell'India.